# Opogona saccharella
Opogona saccharella är en fjärilsart som beskrevs av Otto Herman Swezey 1909. Opogona saccharella ingår i släktet Opogona och familjen äkta malar. Inga underarter finns listade i Catalogue of Life.